# Langemark-Poelkapelle
Langemark-Poelkapelle è un comune belga di 8 007 abitanti, situato nella provincia fiamminga delle Fiandre Occidentali.